# La Jamais Contente

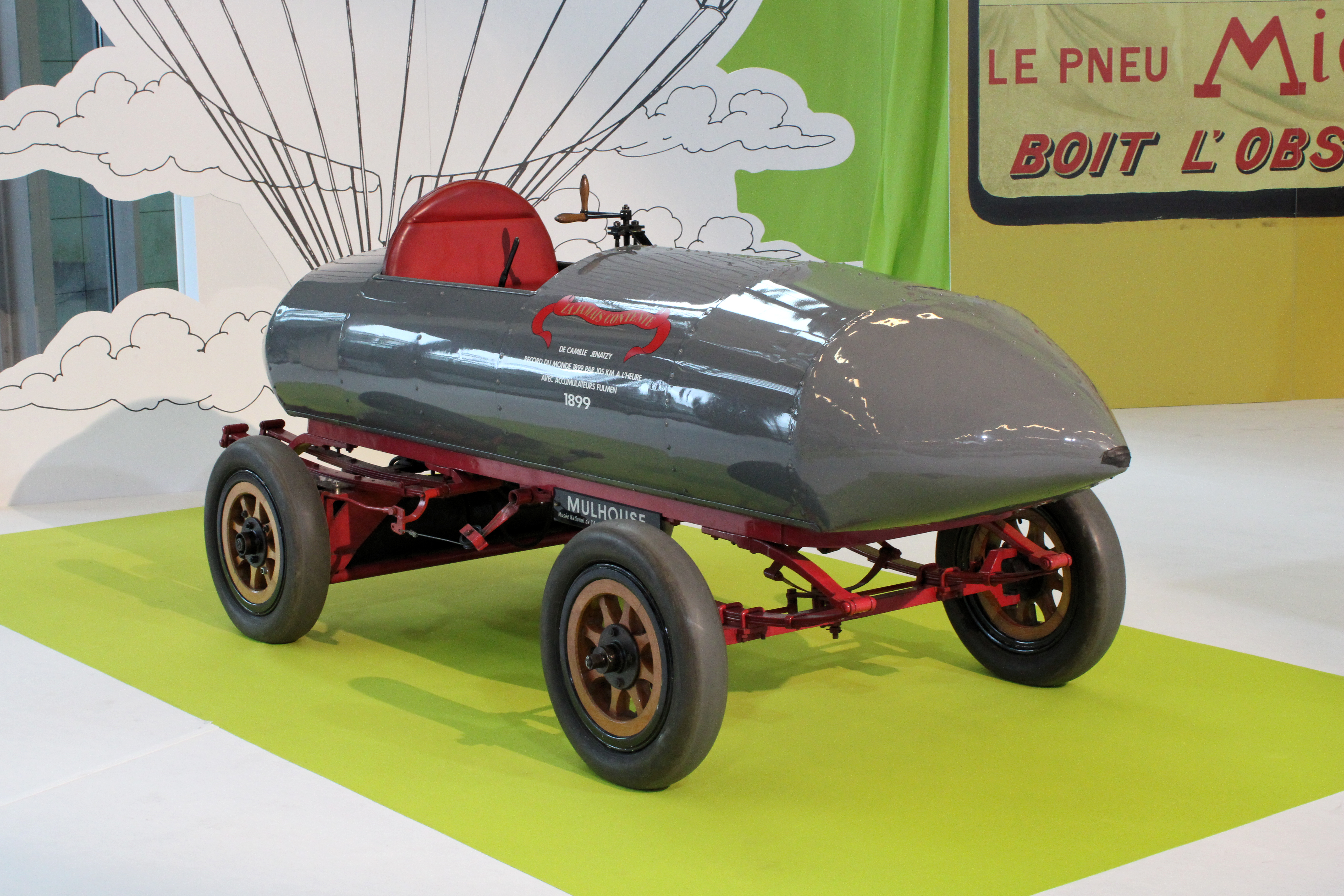
La Jamais Contente

La Jamais Contente (Věčně nespokojená) byl elektromobil, první silniční dopravní prostředek, který dosáhl rychlosti přes 100 kilometrů za hodinu. Rychlostní rekord vznikl 29. dubna roku 1899 v obci Achères nedaleko Paříže (dosáhl rychlosti 105,878 km/h). Řidičem byl belgický závodník a konstruktér tohoto vozu Camille Jenatzy.
 Vozidlo o hmotnosti 1450 kilogramů mělo elektrický pohon a bylo konstruováno do tvaru torpéda. Karoserie byla vyrobena z lehké slitiny hliníku zvané partinium, vůz měl dřevěná loukoťová kola s kaučukovými pneumatikami. Je vystaven v muzeu na zámku v Compiègne.